# Agnieszka Matuszewska
Agnieszka Matuszewska (...) è un'archeologa polacca, specializzata in studi neolitici e dell'Età del bronzo. Impiegata presso il Dipartimento di Archeologia dell'Università di Stettino.

## Biografia
Dopo essersi diplomata al liceo, studiò a studiare la Giurisprudenza per l'Università di Stettino, ma alla fine scelse l'archeologia per l'Università Adam Mickiewicz di Poznań. In questa università, negli anni 1998-2003 ha completato i suoi studi di master e poi di dottorato, culminando nell'ottenere la laurea master, nel 2007..
Ha condotto delle ricerche, tra l'altro in Mierzyn, Łabuń Mały, Dolice e Nowe Objezierze. Studia tramite gli edifici megalitici attraverso l'analisi di Geographic information system..
È autrice o co-autrice di 47 articoli scientifici pubblicati in Polonia, Repubblica Ceca, Slovacchia, Bielorussia, Russia e Svezia..